# Leto
Léto je pojem za vsakršno časovno obdobje, ki izhaja iz obhodnega časa Zemljinega tira (ali kateregakoli planeta) okrog Sonca. 
Koledarsko navadno leto ima 365 dni, prestopno leto pa 366 dni.

## Astronomska leta

### Julijansko leto
Julijansko leto, ki se uporablja v astronomiji in drugih znananostih, je časovna enota definirana kot 365,25 dni. To je običajen pomen za enoto »leto« (simbol "a" iz latinščine annus), ki se uporablja v različnih znanstvenih vsebinah. Julijansko stoletje 36.525 dni in Julijansko tisočletje 365.250 dni se uporabljata v astronomskih izračunih. Po konvenciji se Julijansko leto uporablja v izračunih razdalj pri svetlobnih letih.
V Unified Code for Units of Measure se simbol a (brez podpisane črke) vedno nanaša na Julijansko leto aj kot točno 31.557.600 sekund.
365,25 dni 86.400 sekund = 1 a = 1 aj = 31,5576 Ms
Dodajo se lahko SI predpone multiplikatorjev ka (kiloannus), Ma (megaannus) itd.

### Sidersko, tropsko in  anomalistično leto
Sidersko leto (zvezdno leto) je dejanski obhodni čas Zemlje v katerem enkrat obkroži Sonce, merjen v nepomičnem sestavu (kot so nepomične zvezde, latinsko sidus). Njegova povprečna dolžina je 365,256363004 srednjih Sončevih dni (365d6h9m9,76s) (epoha J2000,0 = 1. januar, 2000, 12:00:00 TT).
Danes je povrečno tropsko leto definirano kot čas povprečne ekliptične dolžine Sonca oziroma čas med dvema zaporednima spomladanskima enakonočjema.
Anomalistično leto je čas, ki ga Zemlja na poti okrog Sonca potrebuje da dvakrat zaporedoma preide isto apsidno točko (prisončje ali odsončje). Povprečna dolžina je 365,259636 dni (365d6h13m52,6s) (epoha J2011,0).

### Drakonsko leto
Drakonsko leto, ekliptično leto ali leto mrka je čas, ki ga za opazovalca na Zemlji potrebuje Sonce za prehod med dvema zaporednima istima vozloma Lune.  Povprečna dolžina je 346,620075883 dni(365d14h52m54s) (epoha J2000,0).

### Lunarno leto
Lunarno leto sestavlja dvanajst polnih ciklov Luninih faz, kot so vidne z Zemlje. Dolžina je približno 354,37 dni.

### Gaussovo leto
Gaussovo leto traja 365,2568983 dni in je izpeljano iz Gaussove gravitacijske konstante k, ki je številčna vrednost splošne gravitacijske konstante κ, izražene v enotah Sončeve mase. Leta 1976 je Mednarodna astronomska zveza (IAU) preko Gaussovega leta še točneje določila astronomsko enoto. Brezmasni delec bi na tej razdalji v nemotenem tiru imel obhodni čas točno 1 Gaussovo leto.

### Besslovo leto
Besslovo leto (annus fictus) je tropsko leto, ko srednje sonce doseže ekliptično dolžino 280°. To je skoraj vedno ali blizu 1. januarja. Približna enačba za izračun trenutnega časa v Besselovih letih iz julijanskega dneva (JD) je:
B = 2000 + (JD - 2451544,53)/365,242189

### Povzetek
| Dni        | Tip leta                                                     |
| ---------- | ------------------------------------------------------------ |
| 346,62     | Drakonsko, imenovano tudi ekliptično                         |
| 354,37     | Lunarno                                                      |
| 365        | Navadno leto v mnogih sončevih koledarjih                    |
| 365,24219  | Tropsko, povprečno in nato zaokroženo za epoho J2000,0       |
| 365,2425   | Gregorijansko, v povprečju                                   |
| 365,25     | Julijansko                                                   |
| 365,25636  | Sidersko, za epoho J2000,0                                   |
| 365,259636 | Anomalistično, povprečno in nato zaokroženo za epoho J2011,0 |
| 366        | Prestopno leto v mnogih sončevih koledarjih.                 |

## Simboli
V Mednarodnem sistemu veličin je simbol za leto (kot enota časa) a, ki izhaja iz latinske besede annus.
Unified Code for Units of Measure omogoča ustrezne primerjave in prevajanje med merskimi enota iz ISO 1000, ISO 2955 in ANSI X3.50  z uporabo
ar za ar in:
at = a_t = 365d5h48m46s oz. 365,24219 in pomeni tropsko leto
aj = a_j = 365,25 dni za Julijansko leto
ag = a_g = 365,2425 dni za Gregorijansko leto
a = 1 aj (brez dodanega uvrščevalnika)
Mednarodna zveza za čisto in uporabno kemijo in Mednarodna zveza geoloških znanosti sta leta 2000 skupaj predlagali definicijo annus, s simbolom a, kot dolžino za tropsko leto:
a = 31.556.925,445 sekund (približno 365,24219265 efemeridnih dni)
To se razlikuje od zgoraj navedene definicije 365,25 dni za približno 20 delcev na milijon. V skupnem dokumentu piše, da definicije tipa Julijansko leto »nosijo v sebi vnaprej programirano zastarelost zaradi spremenljivosti Zemljinega kroženja okoli Sonca«, potem pa predlaga uporabo dolžine tropskega leta od leta 2000 n. š. dalje, kar pa seveda samo po sebi nosi enak problem. (Tropsko leto oscilira s časom za več kot minuto.)

#### SI predpone multiplikatorjev
- ka (za kiloannus), je enota časa enaka tisoč let. Tipično se uporablja v geologiji, paleontologiji in arheologiji za obdobji holocen in pleistocen, kjer se uporablja tehnika neradiokarbonskega datiranja.
- Ma (za megaannus), je enota časa enaka milijonu (106) let. Običajno se uporablja v znanstvenih disciplinah kot so geologija, paleontologija in nebesna mehanika za določevanje zelo dolgih časovnih period v preteklosti ali prihodnosti. Na primer, dinozaver Tyrannosaurus rex je živel pred približno 66 Ma (66 milijonov let).
- Ga (za gigaannus), je enota časa enaka 109 let (ena milijarda). Običajno se uporablja v znanstvenih disciplinah kot so  kozmologija in geologija za označevanje ekstremno dolgih časovnih period v preteklosti. Na primer, Zemlja je nastala pred približno 4,57 Ga (4.57 milijardami let).
- Ta (za teraannus), je enota časa enaka 1012 let (en bilijon).
- Pa (za petaannus), je enota časa enaka 1015 let (ena  bilijarda).
- Ea (za exaannus), je enota časa enaka 1018 let  (en trilijon).

## Okrajšave za "pred leti"
V geologiji in paleontologiji se včasih razlikuje med kratico "yr" za leta in "ya" za leti v kombinaciji s predponami za tisoč, milijon ali milijardo. V arheologiji, ki se ukvarja z novejšimi obdobji, običajno izraženi datumi, npr. »10.000 pr. n. št.« se lahko uporablja kot bolj tradicionalna oblika kot »Pred sedanjostjo«.
Te okrajšave so:
| Ne-SI okrajšave | Okrajšava za                        | SI-predpona enakovredna | Definicija                          | Primer | Primer                                               |
| Ne-SI okrajšave | Okrajšava za                        | SI-predpona enakovredna | Definicija                          | Dogodek | Čas                                                  |
| --------------- | ----------------------------------- | ----------------------- | ----------------------------------- | --- | ---------------------------------------------------- |
| kyr             | kilo let                            | ka                      | tisoč let                           | |                                                      |
| myr Myr         | milijon let Mega let                | Ma                      | Milijon let                         | |                                                      |
| byr Gyr         | milijarda let Giga let              | Ga                      | milijarda let (tisoč milijonov let) | |                                                      |
| kya             | kilo let v preteklosti              |                         | Pred časom v ka                     | - Videz Homo sapiens - Migracija izven Afrike - Zadnji ledeniški maksimum - Neolitska revolucija                    | Okoli 200 kya okoli 60 kya okoli 20 kya okoli 10 kya |
| mya Mya         | pred milijoni let Pred mega leti    |                         | Pred časom v Ma                     | - Pliocen - Zadnji geomagnetni obrat - Začelo se je zadnje ledeniško obdobje (eemska stopnja) - Začel se je holocen | 53 do 2,6 mya 0,78 mya 0,13 mya 0,01 mya             |
| bya Gya         | pred milijardami let pred giga leti |                         | Pred časom v Ga                     | - Najstarejši evkarionti - Nastanek Zemlje - Veliki pok                                                             | 2 bya 4,5 bya 13,8 bya                               |

Uporaba mya in bya je v sodobni geofiziki zastarela, priporočena uporaba je Ma in Ga za datume Pred sedanjostjo, vendar m.y. za trajanja epoh. To ad hoc razlikovanje med 'absolutnim' časom in časovnimi intervali je nekoliko sporno med člani Geološkega društva Amerike.